# メイン・ソース
Main Source（メイン・ソース）は、ニューヨーク及びトロントを拠点に活動したアメリカ東海岸のヒップ・ホップ・グループ。トロント生れのDJ兼プロデューサー、K-Cut (ケー・カット) とSir Scratch (サー・スクラッチ) 、並びにニューヨーク東部クイーンズ区出身のMC兼プロデューサー、The Large Professor (ザ・ラージ・プロフェッサー) の三人で結成された。後にクイーンズ出身のMC、Mikey D (マイキー・ディー) がThe Large Professorの後任として加入した。

## 略歴

### 結成
初期のメンバーは、ニューヨーク市ハーレム生れでクイーンズ区フラッシング (Flushing) 育ちのThe Large Professor (本名：William Paul Mitchell)と、カナダ中東部トロントに生れ、後に家族とともにクイーンズに移住した二人兄弟、Kevin "K-Cut" McKenzieとShawn "Sir Scratch" McKenzieの三人。フラッシングの高校で邂逅した三人はK-Cut兄弟の母親の後援の下、1989年にMain Sourceを結成し、プロデューサー/MCのThe Large Professor、2DJsのK-Cut & Sir Scratchとして始動した。 
グループは1989年に初の単曲「Think b/w Atom」を発表してレコードデビューを果すと、翌1990年に続けて単曲 「Watch Roger Do His Thing」を発表した。この時点で三人は依然高校に通う十代の学生であった。 

### 発展
グループは勢いに乗り、当時Gang Starr、Lord Finesse & DJ Mike Smoothらを輩出していたWild Pitch Records社との契約を勝ち取ると、同1990年10月に単曲「Looking at the Front Door」を発表した。同曲はBillboard誌の「Hot Rap Songs」番附で首位を獲得し、破竹の勢いそのまま、翌1991年7月に初のアルバム『Breaking Atoms』を発表した。同作で特筆すべきは「Live at the Barbeque」の一曲で、当時無名であった Nasがレコード・デビューを飾り、Joe FatalやAkinyeleらと共に自らの技量を披露している。 
翌1992年には、英国のジャズ・ファンク・バンド、The Brand New Heaviesの『Heavy Rhyme Experience, Vol. 1』に参加し「Bonafied Funk」を提供 (他にもGang Starr、Grand Puba、Masta Ace、Kool G. Rap, Black Sheep, Ed O.G., The Pharcydeなど錚々たるグループ、個人が参加している)、また映画『White Men Can't Jump』のOST『White Men Can't Rap』に新曲「Fakin' the Funk」を提供するなど、活躍をみせている。 

### 幻の二作目
The Large Professorはこの時期ほかにPete Rock & CL Smooth『Mecca and the Soul Brother』(1992年) の「Act like You Know」、Diamond D『Stuns Blants & Hip Hop』(同年) の「Freestyle (Yo, That's That Sh...)」のほか、多くの楽曲でプロデュースを担当した。
多忙を極めたこの頃、グループは二作目となる『The Science』(仮題、当時) を構想し、1991-1992年にかけて録音が進められた。1992年5月19日発表の単曲「Fakin' the Funk」(上述) に貼られたステッカーには「Look for the MAIN SOURCE album “THE SCIENCE”」の一文がみえ、The Source誌 (米国の音楽雑誌) の1992年7月号にも同作の発表が予告された。

### 解散
楽曲のデモテープが出回り、いよいよ発表を待つばかりとなった二作目だったが、The Large Professorが脱退したことで発表は暗礁に乗り上げた。具体的な解散時期は不明だが、グループとして最後に発表した曲は上述の「Fakin' the Funk」で、1992年8月に参加したThe Brand New Heaviesの『Heavy Rhyme Experience, 』(上述) に収録されている。1993年7月発表のAkinyeleの初作『Vagina Diner』はThe Large Professorの全面的プロデュース作品であり、1993年11月に発表されたA Tribe Called Questの三作目『Midnight Marauders』の収録曲 "Keep It Rollin'" (プロデュースを担当) で「fuck them two DJ's; Self mission.」と二人の元相棒 (K-Cut兄弟) との訣別を表明している為、1993年夏前後には既に脱退していたとされる。
Main Sourceは実質的にその核心的な部分をThe Large Professor一人が担っていたが、K-Cut兄弟の母親の経営管理下で報酬が適切に配分されず、それが理由で兄弟とThe Large Professorの間に溝ができたことが原因とされる。『The Science』はこのような状況下で幻の二作目としてお蔵入りを余儀なくされた。

### 新生
ところがこの幻の二作目は、K-Cut兄弟により「Main Source」名義で、『Fuck What You Think』と改題して1994年の発表を予定していることが明らかになった。
脱退したThe Large Professorの後釜に抜擢されたMikey Dは、1987年にDJ Johnnie Quest及びヒップ・ホップ史上の伝説的人物でエンジニア兼プロデューサーのPaul Cの三人で「Mikey D & The L.A. Posse」を結成し、クイーンズ区ローレルトン (Laurelton) を拠点として活動していた。1988年に開催された「New Music Seminar」のMCバトル「Battle for World Supremacy」(MC Searchも参戦) を制覇する実力を備えていたMikey Dであったが、レコード契約に結びつかず、一時はニューヨークを離れていた (この間、1989年にPaul Cが凶弾に斃れ、24歳の若さで他界)。 
1992年にニューヨークに戻ってきたMikey Dは、「ある有名グループが新メンバーを募集してオーディションをやっている」と話をもちかけられ、K-Cut兄弟に引き合わされた場で即興 (Freestyle) を披露し、二週間後には『Fuck What You Think』の制作に携わることとなる。 
同作ではヨンカーズのラップ・グループ、The Dog Packが「Set It Off」でレコード・デビューを果している。Tha Dog Packは後にMary J. Bligeの紹介でBad Boy Records社と契約し、The LOXとしてデビューしている。そのほか、Kool G. Rapの妻・Shaqueenが「Fuck What You Think」で客演している。 

### 独立
一方、The Large Professorは、1989年死去したPaul Cの意志を継いでEric B. & Rakimの90年の三作目『Let the Rhythme Hit 'em』をプロデュースし、その後も上述の通りPete Rock & CL Smoothの92年の二作目、Diamond Dの同年の初作、さらにNasの94年初作『illmatic』といったヒップ・ホップ・スターへの楽曲提供を続け、着実に実力をつけていた。1993年発表のA Tribe Called Quest『Midnight Marauders』(上述) の収録曲 "Keep It Rollin'" (プロデュースを担当) では「Queens represent, buy the album when I drop it」と自らのデビュー作の発表を予告している。

### 再解散
アルバムの発表を待つ段階にあった新生Main Sourceだったが、ここに来て同作は配給元のWild Pitch Records社とグループのマネジメント会社との間の内部的衝突が原因でまたもお蔵入りとなってしまう。同作からはわずかに単曲「Fuck What You Think」、「What You Need」が出されただけで、作品が日の目をみるのは四年後の1998年であった。「What You Need」のベイスラインはMadonnaにより曲ネタとして使用され、1994年発表作『Bedtime Stories』の "Human Nature" で聞くことができる。なお、Mikey Dは1996年までにグループを脱退している。The Large Professorと同様に、K-Cut兄弟の母親の経営体制下で不満を募らせていたことが原因とされる。 
1995年に公式発表を予定していたThe Large Professorのデビュー作『The LP』も、やはり単曲「Mad Scientist」、「Juswanna Chill」の二つを公式に発表しただけでアルバムはお蔵入りしている。巷にはMix Tapeなど非公式の形式で楽曲が出回ったが、幻のデビュー作が公式に発表されたのは2009年であった。The Large Professorによると、お蔵入りの理由は配給元Wild Pitch Records社の倒産に伴う、作品著作権のGeffin Records社への譲渡と、Geffin社との方向性の違いにあったとされる。

### 再発表
作品の発表について呪われているかの如く不幸続きのMain SourceおよびThe Large Professorだが、2009年にはThe Large Professorの『The LP』が自身で立ち上げたレーベルから、2019年には新生Mains Sorceの『Fuck What You Think』が、そして2023年には旧Main Sourceの幻の二作目『The Science』が公式に再発表された。Main Sourceの作品についてはいづれも日本独自のCD化である。また、2019年再発表版の『Fuck What You Think』にはThe Large Professorがコメントを寄せている。
2002年12月22日にはトロントで開かれたコンサートで結成時の三人が約10年ぶりに共演した。
なお、K-Cutもプロデューサーとして活躍をみせ、Big Pun、Maestro Fresh-Wes、Fu-Schnickens、Queen Latifah、更にはNBAスターのShaquille O'Nealといった幅広い層のアーティストに楽曲を提供し、また、トロントを拠点に活動するプロデューサー、Wattsのサポートもしている。

## 音楽作品

### 曲集 (アルバム)
- 『Breaking Atoms』1991年発表。
- 『The Science』1992年発表予定からお蔵入り、2023年に公式再発表およびCD化 (日本独自)。
- 『Fuck What You Think』1994年発表予定からお蔵入り、1998年に公式再発表、2019年にCD化 (日本独自)。[8]

### 単曲 (シングル)
- 「Think」1989年発表
- 「Looking at the Front Door」1990年発表
- 「Watch Roger Do His Thing」1990年発表
- 「Just Hangin' Out」1991年発表
- 「Peace Is Not the Word to Play」1991年発表
- 「Fakin' the Funk」1992年発表
- 「What You Need」1993年発表

### 客演・楽曲提供
- 「Just a Friendly Game of Baseball > Remix」- OST『Boyz n the Hood』1991年発表
- 「Bonafide Funk」 - The Brand New Heavies『Heavy Rhyme Experience, Vol.1』1992年発表
- 「Fakin' the Funk」-『White Men Can't Rap』(映画『White Men Can't Jump』のOST) 1992年発表

## ランキング
| 年   | 曲                          | 米国ラップ | 収録先 (曲集)       |
| ---- | --------------------------- | ---------- | ------------------- |
| 1990 | "Looking at the Front Door" | 1          | Breaking Atoms      |
| 1991 | "Just Hangin' Out"          | 11         | Breaking Atoms      |
| 1992 | "Fakin' the Funk"           | 1          | White Men Can't Rap |
| 1994 | "What You Need"             | 48         | Fuck What You Think |

初作『Breaking Atoms』はBuffy Sainte-Marieの『It's My Way !』と共にカナダの音楽賞、Polaris Music Prize 2020 (ポラリス音楽賞) においてHeritage Prize (ヘリテージ賞) を審査員投票で獲得した。

## 参照先・脚註
1. 1 2  Kellman, Andy. “Main Source - All music.com”. AllMusic. 2011年4月7日閲覧。
2. ↑  Bynoe, Yvonne, ed (2006). “Main Source”. Encyclopedia of Rap and Hip-Hop Culture. Greenwood Publishing Group. p. 239. ISBN 0-313-33058-1. OCLC 60835444
3. ↑  Patch, Nick (2016年8月15日). “Main Source: A hip-hop classic with Toronto ties turns 25” (英語). Toronto Star 2021年2月1日閲覧。
4. ↑  但し「Diamond and the Psychotic Neurotics」名義。この頃はまだ「Diamond」を名告っていた。
5. ↑  「all songs recorded in NYC New York, New York from 1991 to 1992」(2023公式再発表『The Science』(P-Vine Records) の冊子より)。
6. ↑  “Fakin' the Funk”. ALLMUSIC. 2023年8月21日閲覧。 “Release DateMay 19, 1992”
7. ↑  “MAIN SOURCE | THE SCIENCE”. IT'S MY THING. 2023年8月21日閲覧。
8. 1 2 3  Colin Larkin, ed (1998). The Virgin Encyclopedia of Dance Music (First ed.). Virgin Books. p. 209. ISBN 0-7535-0252-6
9. ↑  Paul CはThe Large Professorの師匠でもある。当時のHip Hop界において非常に多くの人に多大な影響を与えたが、1989年に24歳で凶弾に斃れた。The Large Professorが実質的にその意志を受け継ぎ、Paul Cの遺した仕事をこなしたとされるが、まだ高校生の駆け出しプロデューサーであったため、クレジットにはのこっていない。
10. ↑  フィラデルフィアのHip Hopグループ、The Rootsの元メンバーの一人Rahzelが、L.A. Posseの楽曲でHuman Beat Box (喉、口、手だけを利用してビート音の真似をする技術) を披露している。
11. ↑  Eric B. & Rakimの三作目『Let the Rhythme Hit 'em"』(1990年) は本来Paul Cが編曲を進めていたが、発表前年に凶弾に斃れたため、弟子株であった当時まだ高校生のLarge ProfessorがPaul Cの代りに編曲を担当した。しかし同作中に名前は注記 (クレジット) されていない。
12. ↑  著名な1994年発表作『illmatic』に三曲 ("Halftime", "One Time 4 Your Mind", "It Ain't Hard to Tell") 提供。更に同作にPete Rock、Q-Tip、DJ Premierらを呼び募ったのはLarge Professorであるともいわれる (ドキュメント『illmatic』より)。
13. ↑  “MAIN SOURCE "Fuck What You Think"”. P-Vine. 2023年8月20日閲覧。 “復活シングルとしてリリースされた“What You Think”が好評を博すとファースト同様ワイルド・ピッチの元でアルバム『Fuck What You Think』を制作。”
14. ↑  The Large Professor『THE LP』Paul Sea Productions, 2009年版のライナーノート (伊藤雄介) より「ゲフィンから出るはずだった作品は、もともとワイルド・ピッチからリリースされるはずだったんだ。でもワイルド・ピッチは倒産して、ビジネス・ディールとしてゲフィンに俺は受け渡されたんだ」(中略)「俺とゲフィンは、作品がどういうものであるべきなのか、お互いに賛成できなかったんだ。(中略) だから関係を解除するしかなかった」
15. ↑  “MAIN SOURCE "Fuck What You Think"”. P-Vine. 2023年8月20日閲覧。 “★日本独自CD化”
16. ↑  Main Source『The Science』P-Vine Records, 2023のライナーノート (音楽ライター大前 至) より「30年という時を経て、この幻のアルバムが日本からオフィシャルリリースされたことを今は素直に喜びたい。」
17. ↑  “Rap's Main Source”. NOW (2002年12月19日). 2021年8月2日閲覧。
18. ↑  “Watts Interview on HHC”. Hip Hop Canada.  オリジナルの2015年5月9日時点におけるアーカイブ。 2017年1月2日閲覧。
19. ↑  Main Source Chart History (Hot Rap Songs)[リンク切れ] Billboard. Accessed on December 12, 2019.